# Haliophasma mombasa
Haliophasma mombasa är en kräftdjursart som först beskrevs av Brian Frederick Kensley 1980.  Haliophasma mombasa ingår i släktet Haliophasma och familjen Anthuridae. Inga underarter finns listade i Catalogue of Life.